# تامزوغه
تامزوغه (به عربی: تامزوغة) یک شهرداری در الجزایر است که در استان عین تموشنت واقع شده‌است. تامزوغه ۲۲۹٫۰۶ کیلومتر مربع مساحت و ۹٬۹۴۴ نفر جمعیت دارد.